# Ассоциация кинокритиков Аргентины
Ассоциация кинокритиков Аргентины (исп. Asociación de Cronistas Cinematográficos de la Argentina) — профессиональная организация кинематографистов Аргентинской республики. Неформально основана 10 июля 1942 года, юридический статус получила 23 декабря 1957 года. Основная цель — защита профессиональных интересов деятелей кино и содействие социальному и культурному развитию нации. Член Международной федерации кинопрессы FIPRESCI.

## История организации
В 1942 году Ассоциация имела практически только название. Журналисты и критики собирались в общественных местах (ресторанах, кафе), где и проводили свои обсуждения. В январе 1943 года объединение начало повышать свой статус: были учреждены награды, в основном для фильмов национального производства, за прошлый год. Всё началось с двух категорий — Лучший фильм и Лучший иностранный фильм и семи медалей (лучшему режиссёру, актёрам, оригинальному и адаптировванному сценарию). Первая церемония прошла в Альвеар Палас Отеле в формате «ужина с танцами». Первые награды получили: режиссёр Лукас Демаре за фильм «Война гаучо» (исп. La Guerra Gaucha), музыкальный фильм «Malambo», «Третий поцелуй» (исп. El tercer beso, лучшая актриса — Амелия Бенсе), «Дети растут» (исп. Los chicos crecen, лучший актёр — Артуро Гарсия Бур) и «Как зелена была моя долина» (англ. How Green Was My Valley, США — лучший иностранный фильм). В последующем награды вручались практически ежегодно, с большей или меньшей помпой и, в зависимости от обстоятельств, с перерывами. Большинство из них пришлось на период между 1976 и 1980 годами, когда список фильмов или кинематографистов практически совпадал со списками произведений или авторов, запрещенных политической цензурой.
Организация занималась и другими видами деятельности: вела образовательную деятельность с 1956 года, проводила тематические выставки книг кинокритиков страны, проводила работу по увеличению отечественного производства кинофильмов, организовывала лекции и курсы для заинтересованной общественности, осуществляла спонсорство (1-2 фильма в год) проектов высокой художественной ценности и, в частности, приняла непосредственное участие в создании Международного кинофестиваля в Мар-дель-Плата.

## Серебряный кондор
Традиция по вручению национальной кинематографической премии, учреждённая в 1943 году и названной «Серебряный кондор», была продолжена в последующем. Премии не вручались в 1958, 1975—1980, 1984 годах из-за цензурных ограничений военно-политического режима.